# Liste der Stolpersteine in Kaiserslautern
Die Liste der Stolpersteine in Kaiserslautern enthält alle 191 Stolpersteine, die im Rahmen des Projekts des Künstlers Gunter Demnig an insgesamt zwölf Terminen in Kaiserslautern verlegt wurden. Die ersten Kaiserslauterner Stolpersteine wurden am 29. August 2013 gesetzt, die bislang letzten am 29. September 2024 in Eigenregie.
Die Stolpersteine sollen an Opfer des Nationalsozialismus erinnern, die in Kaiserslautern ihren letzten frei gewählten Wohnsitz hatten, bevor sie deportiert, ermordet, vertrieben oder in den Suizid getrieben wurden.

## Geschichte
Mit der Unterstützung der Stadtverwaltung ließ die „Initiative Stolpersteine Kaiserslautern“ am 29. August 2013 die ersten 18 Stolpersteine von Gunter Demnig verlegen. Neben jüdischen Menschen wurde auch eines Homosexuellen und eines KPD-Mitglieds gedacht. Bereits am Vortag: Demonstrationszug vom Vorplatz des Hauptbahnhofs in die Kaiserslauterner Innenstadt, vorbei an vorgesehenen Verlegestellen; anschließend Gedenkfeier im Gemeindezentrum Alte Eintracht.
Die zweite Verlegung fand am 20. Juni 2014 „in aller Stille“ statt; die Öffentlichkeit wurde am 10. Juli zu einem Gedenkrundgang zu den vier Verlegestellen mit insgesamt 19 Stolpersteinen eingeladen.
Weitere Verlegungen wurden an folgenden Terminen vorgenommen:
- 05. Februar 2015 (19 neue Steine; bis dato insgesamt 56 Steine)[Rp 5][Rp 6]
- 12. Oktober 2015 (19 neue Steine; insgesamt 75)[Rp 7][Rp 5][Rp 8]
- 27. Juni 2016 (13 neue Steine; insgesamt 88)[5]
- 07. September 2016 (10 neue Steine,[Rp 9] insgesamt 98 Steine)
- 09. November 2017 (12 neue Steine[6][7] sowie ein sogenannter „Kopfstein“; damit 111 Steine)
- 29. Oktober 2018 (19 neue Steine; insgesamt 130)[Rp 10][Rp 11]
- 05. Februar 2020 (22 neue Steine; insgesamt 152)[8][9]

Am 10. September 2021 verlegte Gunter Demnig weitere 17 Stolpersteine, darunter 15 Steine für jüdische Opfer und zwei für politisch Verfolgte.
Für jüdische Opfer wurden am 9. Oktober 2022 in Eigenregie weitere 13 Stolpersteine durch die Stolperstein-Initiative Kaiserslautern verlegt.
Im Jahr 2024 wurden 9 weitere Stolpersteine verlegt. Damit sind insgesamt 191 Stolpersteine in Kaiserslautern gesetzt worden.
Im Mai 2025 wurden 4 Stolpersteine der jüdischen Familie Hené gestohlen, man vermutet einen antisemitischen Hintergrund.

## Verlegte Stolpersteine
Zusammengefasste Adressen von Verlegeorten zeigen an, dass mehrere Stolpersteine an einem Ort verlegt wurden. Die Tabelle ist teilweise sortierbar; die Grundsortierung erfolgt alphabetisch nach dem Verlegeort. Die Spalte Person, Inschrift wird nach dem Namen der Person alphabetisch sortiert.
| Bild                                    | Person, Inschrift | Verlegeort                          | Verlegedatum  | Information |
| --------------------------------------- | --- | ----------------------------------- | ------------- | --- |
| Stolperstein für Dr. Paul Tuteur        | HIER WOHNTE DR. PAUL TUTEUR JG. 1881 BERUFSVERBOT 1938 FLUCHT 1939 ENGLAND ÜBERLEBT                                                                                                | Alleestraße 10 (Lage)               | 29. Aug. 2013 | Zur Familie Paul Tuteur liegt eine Opferbiografie vor. |
| Stolperstein für Charlotte Tuteur       | HIER WOHNTE CHARLOTTE TUTEUR GEB. METZGER JG. 1902 FLUCHT 1939 ENGLAND ÜBERLEBT | Alleestraße 10 (Lage)               | 29. Aug. 2013 | Zur Familie Paul Tuteur liegt eine Opferbiografie vor. |
| Stolperstein für Carola Tuteur          | HIER WOHNTE CAROLA TUTEUR JG. 1925 FLUCHT 1938 BELGIEN INTERNIERT MALINES DEPORTIERT 1944 AUSCHWITZ ERMORDET 1944                                                                  | Alleestraße 10 (Lage)               | 29. Aug. 2013 | Zur Familie Paul Tuteur liegt eine Opferbiografie vor. |
| Stolperstein für Claus Tuteur           | HIER WOHNTE CLAUS TUTEUR JG. 1927 FLUCHT 1938 BELGIEN INTERNIERT MALINES DEPORTIERT 1944 AUSCHWITZ ERMORDET 1944                                                                   | Alleestraße 10 (Lage)               | 29. Aug. 2013 | Zur Familie Paul Tuteur liegt eine Opferbiografie vor. |
| Stolperstein für Eduard Moses Tuteur    | HIER WOHNTE EDUARD MOSES TUTEUR JG. 1881 DEPORTIERT 1940 GURS INTERNIERT DRANZY 1942 AUSCHWITZ ERMORDET                                                                            | Am Altenhof 8 (Lage)                | 27. Juni 2016 | Zur Familie Eduard Tuteur liegt eine Opferbiografie vor. |
| Stolperstein von Mathilde Tuteur        | HIER WOHNTE MATHILDE TUTEUR GEB. HERZ JG. 1894 DEPORTIERT 1940 GURS INTERNIERT DRANZY 1942 AUSCHWITZ ERMORDET                                                                      | Am Altenhof 8 (Lage)                | 27. Juni 2016 | Zur Familie Eduard Tuteur liegt eine Opferbiografie vor. |
| Stolperstein für Hanna Tuteur           | HIER WOHNTE HANNA TUTEUR VERH. LOSZINSKY JG. 1922 FLUCHT 1938 PALÄSTINA | Am Altenhof 8 (Lage)                | 27. Juni 2016 | Zur Familie Eduard Tuteur liegt eine Opferbiografie vor. |
| Stolperstein für Eva Tuteur             | HIER WOHNTE EVA TUTEUR VERH. SCHWARZ JG. 1924 FLUCHT 1939 SCHWEDEN | Am Altenhof 8 (Lage)                | 27. Juni 2016 | Zur Familie Eduard Tuteur liegt eine Opferbiografie vor. |
| Stolperstein für Karl-Heinz Tuteur      | HIER WOHNTE KARL-HEINZ TUTEUR JG. 1926 DEPORTIERT 1940 GURS FLUCHT SCHWEIZ PALÄSTINA                                                                                               | Am Altenhof 8 (Lage)                | 27. Juni 2016 | Zur Familie Eduard Tuteur liegt eine Opferbiografie vor. |
| Stolperstein für Dr. Robert Tuteur      | HIER WOHNTE DR. ROBERT TUTEUR JG. 1882 ´SCHUTZHAFT´ 1938 DACHAU TOT 1.12.1938 | Am Altenhof 17 (Lage)               | 29. Aug. 2013 | Zur Familie Robert Tuteur liegt eine Opferbiografie vor. |
| Stolperstein für Herbert Tuteur         | HIER WOHNTE HERBERT TUTEUR JG. 1919 FLUCHT 1936 ENGLAND USA ÜBERLEBT | Am Altenhof 17 (Lage)               | 29. Aug. 2013 | Zur Familie Robert Tuteur liegt eine Opferbiografie vor. |
|                                         | HIER WOHNTE BERTHA WERLE GEB. GRÜNEWALD JG. 1874 DEPONIERT 1940 GURS INTERNIERT NOE SEIT 1943 MIT HILFE ÜBERLEBT                                                                   | Am Schmiedeturm 4 (Lage)            | 10. Sep. 2021 | Zu Bertha Werle liegt eine Opferbiografie vor. |
|                                         | HIER WOHNTE SIMON GÖTZ JG. 1881 FLUCHT 1935 USA | Baumstraße 3 (Lage)                 | 5. Feb. 2020  | Zur Familie Götz liegt eine Opferbiografie vor. |
|                                         | HIER WOHNTE ROSA HEDWIG GÖTZ VERH. HOROWITZ JG. 1921 FLUCHT 1935 USA | Baumstraße 3 (Lage)                 | 5. Feb. 2020  | Zur Familie Götz liegt eine Opferbiografie vor. |
|                                         | HIER WOHNTE HERMINE GÖTZ GEB. HEIMANN JG. 1890 FLUCHT 1935 USA | Baumstraße 3 (Lage)                 | 5. Feb. 2020  | Zur Familie Götz liegt eine Opferbiografie vor. |
| Stolperstein für Emma Kühn              | HIER WOHNTE EMMA KÜHN GEB. BACHMANN JG. 1862 OPFER DES POGROMS 1938 TOT AN DEN FOLGEN 25.11.1938                                                                                   | Benzinoring 4 (Lage)                | 5. Feb. 2015  | Zur Familie Kühn liegt eine Opferbiografie vor. |
| Stolperstein für Maria Therese Kühn     | HIER WOHNTE MARIA THERESE KÜHN JG. 1885 DEPORTIERT 1940 GURS INTERNIERT DRANCY 1942 AUSCHWITZ ERMORDET                                                                             | Benzinoring 4 (Lage)                | 5. Feb. 2015  | Zur Familie Kühn liegt eine Opferbiografie vor. |
| Stolperstein für Dr. Moritz Kühn        | HIER WOHNTE DR. MORITZ KÜHN JG. 1855 OPFER DES POGROMS 1938 DEPORTIERT 1940 GURS TOT 4.12.1940                                                                                     | Benzinoring 4 (Lage)                | 5. Feb. 2015  | Zur Familie Kühn liegt eine Opferbiografie vor. |
|                                         | HIER WOHNTE OTTO LATTERNER JG. 1898 VERHAFTET 1935 ZUCHTHAUS BRANDENBURG-GÖRDEN SEIT 1941 'SICHERUNGSVERWAHRUNG' 1943 SACHSENHAUSEN ERMORDET 1.4.1943                              | Birnstraße 12 (Lage)                | 9. Nov. 2017  | Zu Otto Latterner liegt eine Opferbiografie vor. |
|                                         | HIER WOHNTE HEINRICH JAKOB LOEB JG. 1888 FLUCHT 1933 FRANKREICH INTERNIERT DRANZY DEPORTIERT 1943 AUSCHWITZ ERMORDET 9.3.1943                                                      | Eierstraße 4 (Lage)                 | 9. Okt. 2022  | Zur Familie Loeb liegt eine Opferbiografie vor. |
|                                         | HIER WOHNTE MAGDALENA LOEB GEB. HÜTTENBERGER JG. 1895 FLUCHT 1933 FRANKREICH INTERNIERT IM LAGER BEFREIT                                                                           | Eierstraße 4 (Lage)                 | 9. Okt. 2022  | Zur Familie Loeb liegt eine Opferbiografie vor. |
|                                         | HIER WOHNTE RUTH SCHNEIDER GEB. LOEB JG. 1919 FLUCHT 1933 FRANKREICH INTERNIERT IN MEHREREN LAGERN BEFREIT                                                                         | Eierstraße 4 (Lage)                 | 9. Okt. 2022  | Zur Familie Loeb liegt eine Opferbiografie vor. |
| Stolperstein für Theodor Strauß         | HIER WOHNTE THEODOR STRAUSS JG. 1865 DEPORTIERT 1942 THERESIENSTADT ERMORDET IN TREBLINKA                                                                                          | Eisenbahnstraße 4c (Lage)           | 5. Feb. 2020  | Zur Familie Strauß liegt eine Opferbiografie vor. |
| Stolperstein für Bertha Strauß          | HIER WOHNTE BERTHA STRAUSS GEB. ESCHWEGE JG. 1878 DEPORTIERT 1942 THERESIENSTADT ERMORDET IN TREBLINKA                                                                             | Eisenbahnstraße 4c (Lage)           | 5. Feb. 2020  | Zur Familie Strauß liegt eine Opferbiografie vor. |
| Stolperstein für Johannes Strauß        | HIER WOHNTE JOHANNES STRAUSS JG. 1902 FLUCHT 1940 USA | Eisenbahnstraße 4c (Lage)           | 5. Feb. 2020  | Zur Familie Strauß liegt eine Opferbiografie vor. |
| Stolperstein für Kurt Strauß            | HIER WOHNTE KURT STRAUSS JG. 1907 FLUCHT 1942 USA | Eisenbahnstraße 4c (Lage)           | 5. Feb. 2020  | Zur Familie Strauß liegt eine Opferbiografie vor. |
| Stolperstein für Margarethe Falk        | HIER WOHNTE MARGARETHE FALK GEB. STRAUSS JG. 1906 FLUCHT 1938 USA | Eisenbahnstraße 4c (Lage)           | 5. Feb. 2020  | Zur Familie Strauß liegt eine Opferbiografie vor. |
|                                         | HIER WOHNTE BARBARA LIPPERT JG. 1886 ZEUGIN JEHOVAS ´EINGEWIESEN´ 1936 HEILANSTALT KLINGENMÜNSTER VERHUNGERT 11.1.1944                                                             | Fischerstraße 67 (Lage)             | 12. Okt. 2015 | Zu Barbara Lippert liegt eine Opferbiografie vor. |
| Stolperstein für Erna de Vries          | HIER WOHNTE ERNA DE VRIES GEB. KORN JG. 1923 DEPORTIERT 1943 AUSCHWITZ RAVENSBRÜCK TODESMARSCH 1945 BEFREIT/ÜBERLEBT                                                               | Friedenstraße 30 (Lage)             | 29. Aug. 2013 | Erna de Vries (geb. Korn; geboren am 21. Oktober 1923 in Kaiserslautern; gestorben am 24. Oktober 2021 in Lathen) war eine deutsche Überlebende des Holocaust und Zeitzeugin. Zu Erna de Vries liegt zudem eine Opferbiografie auf der Website der Stolperstein-Initiative Kaiserslautern vor. Im „Stolpersteine Guide“ des SWR2 wird auch multimedial an Erna de Vries erinnert. |
| Stolperstein für Jeanette Korn          | HIER WOHNTE JEANETTE KORN GEB. LÖWENSTEIN JG. 1894 DEPORTIERT 1943 AUSCHWITZ ERMORDET 8.11.1943                                                                                    | Friedenstraße 30 (Lage)             | 29. Aug. 2013 | Zu Jeanette Korn liegt eine Opferbiografie vor. |
| Stolperstein für Dr. Julius Wertheimer  | HIER WOHNTE DR. JULIUS WERTHEIMER JG. 1870 OPFER DES POGROMS GEDEMÜTIGT/MISSHANDELT FLUCHT IN DEN TOD 10.11.1938                                                                   | Gaustraße 1 (Lage)                  | 29. Aug. 2013 | Zu Julius Wertheimer liegt eine Opferbiografie vor. Im „Stolpersteine Guide“ des SWR2 wird zudem multimedial an Julius Wertheimer erinnert. |
| Stolperstein für Berta Wertheimer       | HIER WOHNTE BERTA WERTHEIMER JG. 1898 SEIT 1926 PATIENTIN IN VERSCHIEDENEN HEILANSTALTEN ´VERLEGT´ 20.9.1940 SCHLOSS HARTHEIM ERMORDET SEPT. 1940 AKTION T4                        | Gaustraße 1 (Lage)                  | 29. Aug. 2013 | Zu Berta Wertheimer liegt eine Opferbiografie vor. |
|                                         | HIER WOHNTE HERMINE LACHER GEB. WYLER JG. 1885 DEPORTIERT 1940 GURS INTERNIERT DRANCY ERMORDET 1942 AUSCHWITZ                                                                      | Gerberstraße 2 (Lage)               | 5. Feb. 2020  | Zu Hermine Lacher liegt eine Opferbiografie vor. |
| Stolperstein für Alexander Preis        | HIER WOHNTE ALEXANDER PREIS JG. 1882 DEPORTIERT 1940 GURS TOT 5.10.1941 | Glockenstraße 43 (Lage)             | 20. Juni 2014 | Zur Familie Preis liegt eine Opferbiografie vor. |
| Stolperstein für Betty Preis            | HIER WOHNTE BETTY PREIS GEB. DREIFUS JG. 1882 DEPORTIERT 1940 GURS INTERNIERT DRANCY 1942 AUSCHWITZ ERMORDET                                                                       | Glockenstraße 43 (Lage)             | 20. Juni 2014 | Zur Familie Preis liegt eine Opferbiografie vor. |
| Stolperstein für Katharina Preis        | HIER WOHNTE KATHARINA PREIS JG. 1913 DEPORTIERT 1940 GURS INTERNIERT DRANCY 1942 AUSCHWITZ ERMORDET                                                                                | Glockenstraße 43 (Lage)             | 20. Juni 2014 | Zur Familie Preis liegt eine Opferbiografie vor. |
| Stolperstein für Ruth Preis             | HIER WOHNTE RUTH PREIS JG. 1913 DEPORTIERT 1940 GURS INTERNIERT DRANCY 1942 AUSCHWITZ ERMORDET                                                                                     | Glockenstraße 43 (Lage)             | 20. Juni 2014 | Zur Familie Preis liegt eine Opferbiografie vor. |
| Stolperstein für Elfriede Sommerfeld    | HIER WOHNTE ELFRIEDE SOMMERFELD VERH. KASPY JG. 1923 FLUCHT 1939 FRANKREICH INTERNIERT GURS 1940 ENTLASSEN VERSTECKT GELEBT BEFREIT/ÜBERLEBT                                       | Glockenstraße 65 (Lage)             | 5. Feb. 2015  | Zur Familie Sommerfeld liegt eine Opferbiografie vor. |
| Stolperstein für Emma Sommerfeld        | HIER WOHNTE EMMA SOMMERFELD GEB. KNOBLAUCH JG. 1895 DEPORTIERT 1943 ERMORDET IN AUSCHWITZ                                                                                          | Glockenstraße 65 (Lage)             | 5. Feb. 2015  | Zur Familie Sommerfeld liegt eine Opferbiografie vor. |
| Stolperstein für Isidor Sommerfeld      | HIER WOHNTE ISIDOR SOMMERFELD JG. 1884 ´SCHUTZHAFT´ 1938 DACHAU DEPORTIERT 1943 ERMORDET IN AUSCHWITZ                                                                              | Glockenstraße 65 (Lage)             | 5. Feb. 2015  | Zur Familie Sommerfeld liegt eine Opferbiografie vor. |
| Stolperstein für Adolf Stern            | HIER WOHNTE ADOLF STERN JG. 1862 DEPORTIERT 1940 GURS TOD 18.11.1940 | Glockenstraße 65 (Lage)             | 5. Feb. 2015  | Zur Familie Stern liegt eine Opferbiografie vor. |
| Stolperstein für Regina Stern           | HIER WOHNTE REGINA STERN GEB. STRAUSS JG. 1862 DEPORTIERT 1940 GURS TOD 2.1.1942                                                                                                   | Glockenstraße 65 (Lage)             | 5. Feb. 2015  | Zur Familie Stern liegt eine Opferbiografie vor. |
|                                         | HIER WOHNTE BETTY BING GEB. KAYEM JG. 1887 FLUCHT 1939 PALÄSTINA | Glockenstraße 83 (Lage)             | 12. Okt. 2015 | Zur Familie Kayem liegt eine Opferbiografie vor. |
|                                         | HIER WOHNTE LUDWIG KAYEM JG. 1883 DEPORTIERT 1940 INTERNIERT DRANZY 1942 AUSCHWITZ ERMORDET                                                                                        | Glockenstraße 83 (Lage)             | 12. Okt. 2015 | Zur Familie Kayem liegt eine Opferbiografie vor. |
|                                         | HIER WOHNTE ELSE KAYEM JG. 1893 DEPORTIERT 1940 GURS INTERNIERT DRANZY 1942 AUSCHWITZ ERMORDET                                                                                     | Glockenstraße 83 (Lage)             | 12. Okt. 2015 | Zur Familie Kayem liegt eine Opferbiografie vor. |
|                                         | HIER WOHNTE HERTA KAYEM JG. 1915 FLUCHT 1936 PALÄSTINA | Glockenstraße 83 (Lage)             | 12. Okt. 2015 | Zur Familie Kayem liegt eine Opferbiografie vor. |
|                                         | HIER WOHNTE FRIEDRICH JAKOB KAYEM JG. 1918 FLUCHT 1936 PALÄSTINA | Glockenstraße 83 (Lage)             | 12. Okt. 2015 | Zur Familie Kayem liegt eine Opferbiografie vor. |
|                                         | HIER WOHNTE WALTER KAYEM JG. 1918 FLUCHT 1937 USA | Glockenstraße 83 (Lage)             | 12. Okt. 2015 | Zur Familie Kayem liegt eine Opferbiografie vor. |
|                                         | HIER WOHNTE KLARA KAYEM GEB. FASSBENDER JG. 1887 DEPORTIERT 1940 GURS INTERNIERT DRANZY 1942 AUSCHWITZ ERMORDET                                                                    | Glockenstraße 83 (Lage)             | 12. Okt. 2015 | Zur Familie Kayem liegt eine Opferbiografie vor. |
|                                         | HIER WOHNTE ILSE KAYEM JG. 1912 FLUCHT 1939 PALÄSTINA | Glockenstraße 83 (Lage)             | 12. Okt. 2015 | Zur Familie Kayem liegt eine Opferbiografie vor. |
|                                         | HIER WOHNTE GERDA KAYEM JG. 1919 FLUCHT 1939 PALÄSTINA | Glockenstraße 83 (Lage)             | 12. Okt. 2015 | Zur Familie Kayem liegt eine Opferbiografie vor. |
|                                         | HIER WOHNTE SALOMON KAYEM JG. 1890 JAKOBYSCHE ANSTALT BENDORF-SAYN DEPORTIERT 1942 ERMORDET IN SOBIBOR                                                                             | Glockenstraße 83 (Lage)             | 12. Okt. 2015 | Zur Familie Kayem liegt eine Opferbiografie vor. |
|                                         | HIER WOHNTE AUGUST ADOLF HANAU JG. 1872 DEPORTIERT 1940 GURS INTERNIERT NOE ERMORDET 22.2.1942                                                                                     | Grüner Graben 6 (Lage)              | 9. Okt. 2022  | Zur Familie Hanau liegt eine Opferbiografie vor. |
|                                         | HIER WOHNTE CLARA HANAU GEB. ROOS JG. 1878 DEPORTIERT 1940 GURS INTERNIERT NOE UND ST. SAUVEUR BEFREIT                                                                             | Grüner Graben 6 (Lage)              | 9. Okt. 2022  | Zur Familie Hanau liegt eine Opferbiografie vor. |
|                                         | HIER WOHNTE MARTHA HANAU JG. 1907 FLUCHT 1934 ENGLAND 1937 USA | Grüner Graben 6 (Lage)              | 9. Okt. 2022  | Zur Familie Hanau liegt eine Opferbiografie vor. |
|                                         | HIER WOHNTE HELENE HANAU JG. 1912 FLUCHT 1934 ENGLAND 1937 USA | Grüner Graben 6 (Lage)              | 9. Okt. 2022  | Zur Familie Hanau liegt eine Opferbiografie vor. |
|                                         | HIER WOHNTE ERNA HANAU JG. 1914 FLUCHT 1938 USA | Grüner Graben 6 (Lage)              | 9. Okt. 2022  | Zur Familie Hanau liegt eine Opferbiografie vor. |
| Stolperstein für Heinrich Sklarek       | HIER WOHNTE HEINRICH SKLAREK JG. 1937 ´POLENAKTION´ 1938 BENTSCHEN/ZBASZYN ERMORDET IM BESETZTEN POLEN                                                                             | Humboldtstraße 6 (Lage)             | 20. Juni 2014 | Zur Familie Slarek liegt eine Opferbiografie vor. |
| Stolperstein für Helene Sklarek         | HIER WOHNTE HELENE SKLAREK JG. 1917 ´POLENAKTION´ 1938 BENTSCHEN/ZBASZYN ERMORDET IM BESETZTEN POLEN                                                                               | Humboldtstraße 6 (Lage)             | 20. Juni 2014 | Zur Familie Slarek liegt eine Opferbiografie vor. |
| Stolperstein für Hermann Sklarek        | HIER WOHNTE HERMANN SKLAREK JG. 1920 ´POLENAKTION´ 1938 BENTSCHEN/ZBASZYN ERMORDET IM BESETZTEN POLEN                                                                              | Humboldtstraße 6 (Lage)             | 20. Juni 2014 | Zur Familie Slarek liegt eine Opferbiografie vor. |
| Stolperstein für Ludwig Sklarek         | HIER WOHNTE LUDWIG SKLAREK JG. 1914 ´POLENAKTION´ 1938 BENTSCHEN/ZBASZYN ERMORDET IM BESETZTEN POLEN                                                                               | Humboldtstraße 6 (Lage)             | 20. Juni 2014 | Zur Familie Slarek liegt eine Opferbiografie vor. |
| Stolperstein für Moritz Sklarek         | HIER WOHNTE MORITZ SKLAREK JG. 1877 ´POLENAKTION´ 1938 BENTSCHEN/ZBASZYN ERMORDET IM BESETZTEN POLEN                                                                               | Humboldtstraße 6 (Lage)             | 20. Juni 2014 | Zur Familie Slarek liegt eine Opferbiografie vor. |
| Stolperstein für Jakob Sklarek          | HIER WOHNTE JAKOB SKLAREK JG. 1920 ´POLENAKTION´ 1938 BENTSCHEN/ZBASZYN ERMORDET IM BESETZTEN POLEN                                                                                | Humboldtstraße 6 (Lage)             | 20. Juni 2014 | Zur Familie Slarek liegt eine Opferbiografie vor. |
| Stolperstein für Thekla Sklarek         | HIER WOHNTE THEKLA SKLAREK JG. 1883 ´POLENAKTION´ 1938 BENTSCHEN/ZBASZYN ERMORDET IM BESETZTEN POLEN                                                                               | Humboldtstraße 6 (Lage)             | 20. Juni 2014 | Zur Familie Slarek liegt eine Opferbiografie vor. |
|                                         | HIER WOHNTE LEO AUERBACH JG. 1888 'SCHUTZHAFT' 1938 BUCHENWALD DEPORTIERT 1941 RIGA JUNGFERNHOF ERMORDET                                                                           | Kerststraße 22 (Lage)               | 7. Sep. 2016  | Zur Familie Auerbach liegt eine Opferbiografie vor. |
|                                         | HIER WOHNTE ANNA AUERBACH GEB. GRÜNBERG JG. 1890 'POLENAKTION' 1938 BENTSCHEN/ZBASZYN 1941 RIGA-JUNGFERNHOF ERMORDET                                                               | Kerststraße 22 (Lage)               | 7. Sep. 2016  | Zur Familie Auerbach liegt eine Opferbiografie vor. |
|                                         | HIER WOHNTE HENRYKA AUERBACH JG. 1925 'POLENAKTION' 1938 BENTSCHEN/ZBASZYN ERMORDET IM BESETZTEN POLEN                                                                             | Kerststraße 22 (Lage)               | 7. Sep. 2016  | Zur Familie Auerbach liegt eine Opferbiografie vor. |
|                                         | HIER WOHNTE MICHAL/ERNA AUERBACH JG. 1920 FLUCHT 1936 PALÄSTINA | Kerststraße 22 (Lage)               | 7. Sep. 2016  | Zur Familie Auerbach liegt eine Opferbiografie vor. |
|                                         | HIER WOHNTE MALKA KRÄMER JG. 1885 DEPORTIERT 1940 GURS INTERNIERT TOT 30.6.1942 | Kerststraße 22 (Lage)               | 7. Sep. 2016  | Zur Familie Auerbach liegt eine Opferbiografie vor. |
|                                         | HIER WOHNTE ANNA GECZYNSKI GEB. AUERBACH JG. 1905 FLUCHT 1935 FRANKREICH INTERNIERT DRANZY DEPORTIERT 1944 ERMORDET IN AUSCHWITZ                                                   | Kerststraße 22 (Lage)               | 29. Okt. 2018 | Zu Anna Geczynski liegt eine Opferbiografie vor. |
|                                         | HIER WOHNTE JOHANNA AMALIE BASCH GEB. KIRSCHNER JG. 1868 DEPORTIERT 1942 THERESIENSTADT ERMORDET 18.3.1943                                                                         | Kerststraße 27–31 (Lage)            | 12. Okt. 2015 | Zu Johanna Amalie Basch und Käthe Regine Bachmann liegt eine Opferbiografie vor. Quelle: Die Rheinpfalz |
|                                         | HIER WOHNTE KÄTHE BACHMANN GEB. BASCH JG. 1894 DEPORTIERT 1942 PIASKI ERMORDET | Kerststraße 27–31 (Lage)            | 12. Okt. 2015 | Zu Johanna Amalie Basch und Käthe Regine Bachmann liegt eine Opferbiografie vor. Quelle: Die Rheinpfalz |
|                                         | HIER WOHNTE IDA BLUM GEB. HAAS JG. 1870 DEPORTIERT 1940 GURS INTERNIERT NEXON TOT 26.12.1942                                                                                       | Klosterstraße 7 (Lage)              | 7. Sep. 2016  | Zu Ida Blum liegt eine Opferbiografie vor. |
|                                         | HIER WOHNTE OLGA SCHWARZ JG. 1875 DEPORTIERT 1940 GURS INTERNIERT RECEBEDOU ERMORDET 28.3.1942                                                                                     | Klosterstraße 19 (Lage)             | 9. Okt. 2022  | Für Olga Schwarz und Emilie Baumann liegt eine Opferbiografie vor. |
|                                         | HIER WOHNTE EMILIE BAUMANN GEB. SCHWARZ JG. 1873 DEPORTIERT 1942 THERESIENSTADT 1942 TREBLINKA ERMORDET                                                                            | Klosterstraße 19 (Lage)             | 9. Okt. 2022  | Für Olga Schwarz und Emilie Baumann liegt eine Opferbiografie vor. |
|                                         | HIER WOHNTE PHILIPPINE LAZAR GEB. STRAUSS JG. 1870 FLUCHT 1939 HOLLAND TOT 20.3.1943 AMSTERDAM                                                                                     | Klosterstraße 21 (Lage)             | 12. Okt. 2015 | Zu Hugo Cohen, Barbara Cohen-Lazar, Alfred Cohen, Philippine Lazar liegt eine Opferbiografie vor. |
|                                         | HIER WOHNTE HUGO COHEN JG. 1898 FLUCHT 1936 HOLLAND INTERNIERT WESTERBORK DEPORTIERT 1942 AUSCHWITZ ERMORDET 31.8.1943                                                             | Klosterstraße 21 (Lage)             | 12. Okt. 2015 | Zu Hugo Cohen, Barbara Cohen-Lazar, Alfred Cohen, Philippine Lazar liegt eine Opferbiografie vor. |
|                                         | HIER WOHNTE BARBARA COHEN GEB. LAZAR JG. 1903 FLUCHT 1936 HOLLAND INTERNIERT WESTERBORK DEPORTIERT 1942 AUSCHWITZ ERMORDET 8.10.1942                                               | Klosterstraße 21 (Lage)             | 12. Okt. 2015 | Zu Hugo Cohen, Barbara Cohen-Lazar, Alfred Cohen, Philippine Lazar liegt eine Opferbiografie vor. |
|                                         | HIER WOHNTE ALFRED COHEN JG. 1930 FLUCHT 1936 HOLLAND INTERNIERT WESTERBORK DEPORTIERT 1942 AUSCHWITZ ERMORDET 8.10.1942                                                           | Klosterstraße 21 (Lage)             | 12. Okt. 2015 | Zu Hugo Cohen, Barbara Cohen-Lazar, Alfred Cohen, Philippine Lazar liegt eine Opferbiografie vor. |
| Stolperstein für Carmen Judith Eschwege | HIER WOHNTE CARMEN JUDITH ESCHWEGE VERH. BLUM JG. 1924 KINDERTRANSPORT 1939 FRANKREICH MIT HILFE ÜBERLEBT                                                                          | Königstraße 57 (Lage)               | 29. Aug. 2013 | Zur Familie Eschwege liegt eine Opferbiografie vor. |
| Stolperstein für Erna Eschwege          | HIER WOHNTE ERNA ESCHWEGE GEB. DREYFUSS JG. 1896 DEPORTIERT 1940 GURS/NOE INTERNIERT DRANCY 1944 AUSCHWITZ ERMORDET                                                                | Königstraße 57 (Lage)               | 29. Aug. 2013 | Zur Familie Eschwege liegt eine Opferbiografie vor. |
| Stolperstein für Ruth Sophie Eschwege   | HIER WOHNTE RUTH SOPHIE ESCHWEGE VERH. DREYFUSS JG. 1922 DEPORTIERT 1940 GURS/NOE 1944 AUSCHWITZ BEFREIT/ÜBERLEBT                                                                  | Königstraße 57 (Lage)               | 29. Aug. 2013 | Zur Familie Eschwege liegt eine Opferbiografie vor. |
| Stolperstein für Paul Eschwege          | HIER WOHNTE PAUL ESCHWEGE JG. 1882 ´SCHUTZHAFT´ 1938 DACHAU DEPORTIERT 1940 GURS/RIVESALTES NOE BEFREIT/ÜBERLEBT                                                                   | Königstraße 57 (Lage)               | 29. Aug. 2013 | Zur Familie Eschwege liegt eine Opferbiografie vor. |
|                                         | HIER WOHNTE WILHELM OTTO DINGES JG. 1917 VON 1935 bis 1936 REICHSARBEITSDIENST 1938 BUCHENWALD AKTION 'ARBEITSSCHEU REICH' ERMORDET 23.11.1938                                     | Ländelstraße 6 (Lage)               | 9. Nov. 2017  | Zu Wilhelm Otto Dinges liegt eine Opferbiografie vor. |
|                                         | MENSCHEN OHNE FESTEN WOHNSITZ VON DEN NAZIS ALS ASOZIAL STIGMATISIERT KRIMINALISIERT VERFOLGT ERMORDET                                                                             | Logenstraße 44 (Lage)               | 9. Nov. 2017  | Ergänzend zu den inzwischen vier Opfer-Stolpersteinen in der Logenstraße 44 wurde bereits beim Verlegetermin 2017 ein sogenannter „Kopfstein“ gesetzt. In gleicher Größe und Gestaltung wie die üblichen Stolpersteine enthält er eine erklärende Inschrift zum Umgang der Nationalsozialisten mit als „minderwertig“ bezeichneten Menschen aus sozialen Unterschichten („Ballastexistenzen“), die nach NS-Auffassung sozialen Randgruppen zugehörten oder schwere Leistungs- und Anpassungsdefizite aufzuweisen hätten. |
|                                         | SCHÜTZENSTRASSE 7 WOHNTE HEINRICH WAGNER JG. 1878 ´SCHUTZHAFT´ 1933 GEFÄNGNIS KAISERSLAUTERN 1934 DACHAU ENTLASSEN 1936 1941 BUCHENWALD ERMORDET 21.3.1942                         | Logenstraße 44 (Lage)               | 9. Nov. 2017  | Zu Heinrich Wagner liegt eine Opferbiografie vor. |
|                                         | BLECHHAMMER 1 WOHNTE WILHELM FRANZREB JG. 1900 VERHAFTET 1935 GEFÄNGNIS/ARBEITSHAUS BAYREUTH DACHAU 14.11.1941 ERMORDET 17.3.1942                                                  | Logenstraße 44 (Lage)               | 29. Okt. 2018 | Zu Wilhelm Franzreb liegt eine Opferbiografie vor. |
|                                         | JAKOB OTTO HUBER JG. 1909 VERHAFTET 1938 AKTION ARBEITSSCHEU REICH VORBEUGEHAFT ... GEFÄNGIS LUDWIGSHAFEN 1938 DACHAU ERMORDET 5.4.1939                                            | Logenstraße 44 (Lage)               | 29. Okt. 2018 | Zu Jakob Huber liegt eine Opferbiografie vor. |
|                                         | WILHELM PAPST JG. 1910 ´SCHUTZHAFT´ 8.10.1935 DACHAU 1944 SACHSENHAUSEN ERMORDET 18.4.1944                                                                                         | Logenstraße 44 (Lage)               | 29. Okt. 2018 | Zu Wilhelm Papst liegt eine Opferbiografie vor. |
| Stolperstein für Adolf Angress          | HIER WOHNTE ADOLF ANGRESS JG. 1896 INTERNIERT 1938 DACHAU FLUCHT 1939 ENGLAND | Mannheimer Straße 108 (Lage)        | 5. Feb. 2015  | Zur Familie Angress liegt eine Opferbiografie vor. |
| Stolperstein für Hans Gerd Angress      | HIER WOHNTE HANS GERD ANGRESS JG. 1923 FLUCHT 1939 HOLLAND INTERNIERT WESTERBORK DEPORTIERT 1942 ZAMOSC ZWANGSARBEIT SCHOPPINITZ ERMORDET 31.10.1943                               | Mannheimer Straße 108 (Lage)        | 5. Feb. 2015  | Zur Familie Angress liegt eine Opferbiografie vor. |
| Stolperstein für Ingeborg Herta Angress | HIER WOHNTE INGEBORG HERTA ANGRESS JG. 1928 FLUCHT 1939 HOLLAND INTERNIERT WESTERBORK DEPORTIERT 1943 AUSCHWITZ ERMORDET 31.1.1944                                                 | Mannheimer Straße 108 (Lage)        | 5. Feb. 2015  | Zur Familie Angress liegt eine Opferbiografie vor. |
| Stolperstein für Klaus Angress          | HIER WOHNTE KLAUS ANGRESS JG. 1933 FLUCHT 1939 HOLLAND INTERNIERT WESTERBORK DEPORTIERT 1943 AUSCHWITZ ERMORDET 10.9.1943                                                          | Mannheimer Straße 108 (Lage)        | 5. Feb. 2015  | Zur Familie Angress liegt eine Opferbiografie vor. |
| Stolperstein für Rosa Angress           | HIER WOHNTE ROSA ANGRESS JG. 1898 FLUCHT 1939 ENGLAND | Mannheimer Straße 108 (Lage)        | 5. Feb. 2015  | Zur Familie Angress liegt eine Opferbiografie vor. |
| Stolperstein für Wolfgang Angress       | HIER WOHNTE WOLFGANG ANGRESS JG. 1924 FLUCHT 1939 HOLLAND INTERNIERT WESTERBORK DEPORTIERT 1942 BERGEN-BELSEN BEFREIT/ÜBERLEBT                                                     | Mannheimer Straße 108 (Lage)        | 5. Feb. 2015  | Zur Familie Angress liegt eine Opferbiografie vor. |
|                                         | HIER WOHNTE BERNHARD KOHLMANN JG. 1884 DEPORTIERT 1940 GURS INTERNIERT DRANCY 1942 AUSCHWITZ ERMORDET                                                                              | Marktstraße 50 (Lage)               | 29. Okt. 2018 | Zur Familie Kohlmann liegt eine Opferbiografie vor. |
|                                         | HIER WOHNTE ELSA KOHLMANN GEB. GÜNZBURGER JG. 1889 DEPORTIERT 1940 GURS INTERNIERT DRANCY ERMORDET IN AUSCHWITZ                                                                    | Marktstraße 50 (Lage)               | 29. Okt. 2018 | Zur Familie Kohlmann liegt eine Opferbiografie vor. |
|                                         | HIER WOHNTE WERNER ARNOLD KOHLMANN JG. 1925 IN OBHUT GEGEBEN 1940 ISRAEL. WAISENANSTALT FÜRTH DEPORTIERT 1942 IZBICA ERMORDET                                                      | Marktstraße 50 (Lage)               | 29. Okt. 2018 | Zur Familie Kohlmann liegt eine Opferbiografie vor. |
|                                         | HIER WOHNTE HERBERT PHILIPP KOHLMANN JG. 1927 IN OBHUT GEGEBEN 1940 ISRAEL. WAISENANSTALT FÜRTH DEPORTIERT 1942 IZBICA ERMORDET                                                    | Marktstraße 50 (Lage)               | 29. Okt. 2018 | Zur Familie Kohlmann liegt eine Opferbiografie vor. |
|                                         | HIER WOHNTE FANNY DALSHEIM GEB. TUTEUR JG. 1864 UNFREIWILLIG VERZOGEN 1938 FRANKFURT/MAIN DEPORTIERT 1941 LODZ/LITZMANNSTADT ERMORDET                                              | Marktstraße 50 (Lage)               | 29. Sep. 2024 | Zur Familie Dalsheim liegt eine Opferbiografie vor. |
|                                         | HIER WOHNTE FRIEDRICH DALSHEIM JG. 1892 UNFREIWILLIG VERZOGEN MANNHEIM DEPORTIERT 1940 GURS 1942 AUSCHWITZ ERMORDET                                                                | Marktstraße 50 (Lage)               | 29. Sep. 2024 | Zur Familie Dalsheim liegt eine Opferbiografie vor. |
|                                         | HIER WOHNTE JOHANNA DALSHEIM GEB. OPPENHEIMER JG. 1892 UNFREIWILLIG VERZOGEN MANNHEIM DEPORTIERT 1940 GURS 1942 AUSCHWITZ ERMORDET                                                 | Marktstraße 50 (Lage)               | 29. Sep. 2024 | Zur Familie Dalsheim liegt eine Opferbiografie vor. |
|                                         | HIER WOHNTE HANS JOSEF DALSHEIM JG. 1928 UNFREIWILLIG VERZOGEN MANNHEIM DEPORTIERT 1940 GURS KINDERHILFSWERK OSE CHATEU MONTINTIN VERSTECKT GELEBT FLUCHT 1943 SCHWEIZ             | Marktstraße 50 (Lage)               | 29. Sep. 2024 | Zur Familie Dalsheim liegt eine Opferbiografie vor. |
|                                         | HIER WOHNTE KAROLINE DALSHEIM JG. 1896 UNFREIWILLIG VERZOGEN 1938 FRANKFURT/MAIN DEPORTIERT 1941 LODZ/LITZMANNSTADT ERMORDET                                                       | Marktstraße 50 (Lage)               | 29. Sep. 2024 | Zur Familie Dalsheim liegt eine Opferbiografie vor. |
| Stolperstein für Anna Reis              | HIER WOHNTE ANNA REIS JG. 1905 ´EINGEWIESEN´ 30.3.1943 HEILANSTALT KLINGENMÜNSTER ERMORDET 5.4.1943                                                                                | Moltkestraße 22 (Lage)              | 20. Juni 2014 | Im „Stolpersteine Guide“ des SWR2 wird multimedial an Anna Reis erinnert.Zu Anna Reis liegt eine Opferbiografie vor. |
|                                         | HIER WOHNTE JOSEF SCHÖNFELD JG. 1894 VERHAFTET 1933 FLUCHT MISSLUNGEN AUSGEWIESEN 1934 FRANKREICH ENGLAND                                                                          | Mozartstraße 41 (Lage)              | 29. Okt. 2018 | Zur Familie Schönfeld liegt eine Opferbiografie vor. |
|                                         | HIER WOHNTE JETTY SCHÖNFELD GEB. AUERBACH JG. 1895 FLUCHT 1934 FRANKREICH INTERNIERT DRANZY DEPORTIERT 1942 ERMORDET IN AUSCHWITZ                                                  | Mozartstraße 41 (Lage)              | 29. Okt. 2018 | Zur Familie Schönfeld liegt eine Opferbiografie vor. |
|                                         | HIER WOHNTE RUTH SCHÖNFELD JG. 1923 FLUCHT 1934 FRANKREICH INTERNIERT DRANZY DEPORTIERT 1942 ERMORDET IN AUSCHWITZ                                                                 | Mozartstraße 41 (Lage)              | 29. Okt. 2018 | Zur Familie Schönfeld liegt eine Opferbiografie vor. |
|                                         | HIER WOHNTE MANFRED SCHÖNFELD JG. 1924 FLUCHT 1934 FRANKREICH INTERNIERT DRANZY DEPORTIERT 1942 ERMORDET IN AUSCHWITZ                                                              | Mozartstraße 41 (Lage)              | 29. Okt. 2018 | Zur Familie Schönfeld liegt eine Opferbiografie vor. |
|                                         | HIER WOHNTE FRIEDRICH SCHÖNFELD JG. 1926 FLUCHT 1934 FRANKREICH | Mozartstraße 41 (Lage)              | 29. Okt. 2018 | Zur Familie Schönfeld liegt eine Opferbiografie vor. |
|                                         | HIER WOHNTE KURT BASCH JG. 1897 'SCHUTZHAFT' 1938 DACHAU FLUCHT 1939 HOLLAND VERSTECKT GELEBT BEFREIT                                                                              | Mozartstraße 51 (Lage)              | 12. Okt. 2015 | Zu Kurt Basch liegt eine Opferbiografie vor. Die Rheinpfalz |
| Stolperstein für Peter Brandstädter     | HIER WOHNTE PETER BRANDSTÄDTER JG. 1881 EINGEWIESEN 5.7.1934 HEILANSTALT FRANKENTHAL VERHUNGERT 22.1.1943                                                                          | Obere Straße 7 (Morlautern) (Lage)  | 5. Feb. 2015  | Zu Peter Brandstädter liegt eine Opferbiografie vor. |
|                                         | HIER WOHNTE ALEXANDER HEIMANN JG. 1882 FLUCHT 1938 USA | Pariser Straße 11 (Lage)            | 10. Sep. 2021 | Zur Familie Heimann liegt eine Opferbiografie vor. |
|                                         | HIER WOHNTE RENATA HEIMANN GEB. LÖB JG. 1887 FLUCHT 1938 USA | Pariser Straße 11 (Lage)            | 10. Sep. 2021 | Zur Familie Heimann liegt eine Opferbiografie vor. |
|                                         | HIER WOHNTE HANS HEIMANN JG. 1881 FLUCHT 1938 USA | Pariser Straße 11 (Lage)            | 10. Sep. 2021 | Zur Familie Heimann liegt eine Opferbiografie vor. |
|                                         | HIER WOHNTE WERNER HEIMANN JG. 1922 FLUCHT 1938 USA | Pariser Straße 11 (Lage)            | 10. Sep. 2021 | Zur Familie Heimann liegt eine Opferbiografie vor. |
|                                         | HIER WOHNTE MINA OTTENHEIMER GEB. MARX JG. 1869 DEPORTIERT 1940 GURS TOT OKT.1940                                                                                                  | Parkstraße 27a (Lage)               | 9. Okt. 2022  | Zur Familie Ottenheimer liegt eine Opferbiografie vor. |
|                                         | HIER WOHNTE FRIEDERIKE OTTENHEIMER JG. 1891 DEPORTIERT 1940 GURS INTERNIERT DRANZY 1942 AUSCHWITZ ERMORDET                                                                         | Parkstraße 27a (Lage)               | 9. Okt. 2022  | Zur Familie Ottenheimer liegt eine Opferbiografie vor. |
|                                         | HIER WOHNTE PAULA OTTENHEIMER JG. 1894 DEPORTIERT 1940 GURS INTERNIERT DRANZY 1942 AUSCHWITZ ERMORDET                                                                              | Parkstraße 27a (Lage)               | 9. Okt. 2022  | Zur Familie Ottenheimer liegt eine Opferbiografie vor. |
|                                         | HIER WOHNTE DR. ARNOLD LEHMANN JG. 1883 SEIT 1938 VERSTECKT GELEBT ÜBERLEBT | Parkstraße 71 (Lage)                | 29. Okt. 2018 | Zur Familie Lehmann liegt eine Opferbiografie vor. |
|                                         | HIER WOHNTE ANTONIE LEHMANN JG. 1885 DEPORTIERT 1942 THERESIENSTADT ERMORDET 18.8.1942                                                                                             | Parkstraße 71 (Lage)                | 29. Okt. 2018 | Zur Familie Lehmann liegt eine Opferbiografie vor. |
|                                         | HIER WOHNTE FRITZ LEHMANN JG. 1890 DEPORTIERT 1945 THERESIENSTADT BEFREIT | Parkstraße 71 (Lage)                | 29. Okt. 2018 | Zur Familie Lehmann liegt eine Opferbiografie vor. |
| Stolperstein von Oskar Brill            | SCHEERSTR. 2 WOHNTE OSKAR BRILL JG. 1892 IM WIDERSTAND/KPD ´SCHUTZHAFT´ 1933 LAGER NEUSTADT SEIT 1934 INHAFTIERT GEFÄNGNIS/STRAFLAGER 1939 BUCHENWALD BEFREIT                      | Philipp-Mees-Platz (Lage)           | 9. Nov. 2017  | Zu Oskar Brill liegt eine Opferbiografie vor. |
| Stolperstein von Adolf Höhn             | AN DER EMILSRUHE 54 WOHNTE ADOLF HÖHN JG. 1896 IM WIDERSTAND/KPD SEIT 1934 INHAFTIERT GEFÄNGNIS/STRAFLAGER 1939 BUCHENWALD BEFREIT                                                 | Philipp-Mees-Platz (Lage)           | 9. Nov. 2017  | Zu Adolf Höhn liegt eine Opferbiografie vor. |
| Stolperstein von Ernst Karl Liebrich    | SCHÜTZENSTRASSE 53 WOHNTE ERNST KARL LIEBRICH JG. 1901 IM WIDERSTAND/KPD VERHAFTET 1933 'VORBEREITUNG HOCHVERRAT' ENTLASSEN 1935                                                   | Philipp-Mees-Platz (Lage)           | 10. Sep. 2021 | Zu Ernst Karl und Alois Liebrich liegt eine Opferbiografie vor. |
| Stolperstein für Alois Liebrich         | HASENSTRASSE 37 WOHNTE ALOIS LIEBRICH JG. 1904 IM WIDERSTAND/KPD VEHAFTET 1933 UNTERSTÜTZUNG 'VORBEREITUNG HOCHVERRAT' ENTLASSEN 1934                                              | Philipp-Mees-Platz (Lage)           | 10. Sep. 2021 | Zu Ernst Karl und Alois Liebrich liegt eine Opferbiografie vor. |
| Stolperstein von Philipp Mees           | ERZHÜTTEN 40 WOHNTE PHILIPP MEES JG. 1901 VERHAFTET 1938 ZUCHTHAUS LUDWIGSBURG ´SCHUTZHAFT´ 1942 DACHAU SONDEREINHEIT DIRLEWANGER 1945 FAHNENFLUCHT ÜBERLEBT                       | Philipp-Mees-Platz (Lage)           | 9. Nov. 2017  | Philipp Mees (geb. 5. April 1901 in Kaiserslautern; gest. 1. August 1971 ebenda) war ein Widerstandskämpfer gegen den Nationalsozialismus im Dritten Reich und Politiker. Nach ihm ist der Philipp-Mees-Platz vor dem Polizeipräsidium Westpfalz in Kaiserslautern benannt. Zu Philipp Mees liegt eine Opferbiografie vor. |
| Stolperstein für Hermann Röper          | PARISER STRASSE 124 WOHNTE HERMANN RÖPER JG. 1892 IM WIDERSTAND/SPD VERHAFTET 1938 'VORBEREITUNG HOCHVERRAT' GEFÄNGNIS MANNHEIM FREISPRUCH ENTLASSEN 1939 VERHAFTET 1940 ENTLASSEN | Philipp-Mees-Platz (Lage)           | 29. Okt. 2018 | Zu Hermann Röper liegt eine Opferbiografie vor. |
| Stolperstein von Jonathan Volk          | ERNST-THÄLMANN-STR. 60 WOHNTE JONATHAN VOLK JG. 1913 IM WIDERSTAND / SPD VERHAFTET 1936 ´VORBEREITUNG HOCHVERRAT´ GEFÄNGNIS ULM 1939 EMSLANDLAGER WALCHUM ENTLASSEN                | Philipp-Mees-Platz (Lage)           | 5. Feb. 2020  | Zu Jonathan Volk liegt eine Opferbiografie vor. |
| Stolperstein für Erich Werner Jakob     | HIER WOHNTE ERICH WERNER JAKOB JG. 1921 DEPORTIERT 1941 LODZ/LITZMANNSTADT ERMORDET                                                                                                | Pirmasenser Straße 20 (Lage)        | 5. Feb. 2015  | Zur Familie Max Jakob liegt eine Opferbiografie vor. |
| Stolperstein für Hannelore Jakob        | HIER WOHNTE HANNELORE JAKOB JG. 1926 DEPORTIERT 1941 LODZ/LITZMANNSTADT ERMORDET                                                                                                   | Pirmasenser Straße 20 (Lage)        | 5. Feb. 2015  | Zur Familie Max Jakob liegt eine Opferbiografie vor. |
| Stolperstein für Johanna Jakob          | HIER WOHNTE JOHANNA JAKOB GEB. ISAAK JG. 1890 DEPORTIERT 1941 LODZ/LITZMANNSTADT ERMORDET 6.10.1942                                                                                | Pirmasenser Straße 20 (Lage)        | 5. Feb. 2015  | Zur Familie Max Jakob liegt eine Opferbiografie vor. |
| Stolperstein für Max Jakob              | HIER WOHNTE MAX JAKOB JG. 1891 ´SCHUTZHAFT´ 1938 DACHAU DEPORTIERT 1941 LODZ/LITZMANNSTADT ERMORDET 16.9.1942                                                                      | Pirmasenser Straße 20 (Lage)        | 5. Feb. 2015  | Zur Familie Max Jakob liegt eine Opferbiografie vor. |
|                                         | HIER WOHNTE ADOLPH SCHLACHTER JG. 1881 'SCHUTZHAFT' 1938 DACHAU ENTLASSEN MIT HILFE GELEBT TOT 16.5.1943                                                                           | Pirmasenser Straße 26 (Lage)        | 27. Juni 2016 | Zur Familie Schlachter liegt eine Opferbiografie vor. |
|                                         | HIER WOHNTE ELISABETH SCHLACHTER GEB. ROTHSCHILD JG. 1873 DEPORTIERT 1942 THERESIENSTADT ERMORDET 8.3.1943                                                                         | Pirmasenser Straße 26 (Lage)        | 27. Juni 2016 | Zur Familie Schlachter liegt eine Opferbiografie vor. |
|                                         | HIER WOHNTE ALBERT SCHLACHTER JG. 1904 'SCHUTZHAFT' 1938 DACHAU DEPORTIERT AUSCHWITZ ERMORDET 26.3.1943                                                                            | Pirmasenser Straße 26 (Lage)        | 27. Juni 2016 | Zur Familie Schlachter liegt eine Opferbiografie vor. |
|                                         | HIER WOHNTE JAKOB SCHLACHTER JG. 1903 DEPORTIERT 1940 GURS INTERNIERT RIVESALTES BEFREIT                                                                                           | Pirmasenser Straße 26 (Lage)        | 27. Juni 2016 | Zur Familie Schlachter liegt eine Opferbiografie vor. |
|                                         | HIER WOHNTE KATHERINA SCHLACHTER GEB. HAUCK JG. 1907 DEPORTIERT 1940 GURS INTERNIERT RIVESALTES BEFREIT                                                                            | Pirmasenser Straße 26 (Lage)        | 27. Juni 2016 | Zur Familie Schlachter liegt eine Opferbiografie vor. |
|                                         | HIER WOHNTE KLAUS SCHLACHTER JG. 1931 DEPORTIERT 1940 GURS INTERNIERT RIVESALTES BEFREIT                                                                                           | Pirmasenser Straße 26 (Lage)        | 27. Juni 2016 | Zur Familie Schlachter liegt eine Opferbiografie vor. |
|                                         | HIER WOHNTE OSKAR KNECHT JG. 1891 EINGEWIESEN 1936 HEILANSTALT KLINGENMÜNSTER ERMORDET 22.3.1944                                                                                   | Pollichstraße 5 (Lage)              | 9. Nov. 2017  | Zu Oskar Knecht liegt eine Opferbiografie vor. |
| Stolperstein für Hannelore Herze        | HIER WOHNTE HANNELORE HERZE JG. 1933 DEPORTIERT 1940 GURS TOT 8.12.1940 | Rudolf-Breitscheid-Straße 71 (Lage) | 20. Juni 2014 | Zur Familie Herze liegt eine Opferbiografie vor. |
| Stolperstein für Hedwig Herze           | HIER WOHNTE HEDWIG HERZE JG. 1931 DEPORTIERT 1940 GURS BEFREIT/ÜBERLEBT | Rudolf-Breitscheid-Straße 71 (Lage) | 20. Juni 2014 | Zur Familie Herze liegt eine Opferbiografie vor. |
| Stolperstein für Hugo Herze             | HIER WOHNTE HUGO HERZE JG. 1870 DEPORTIERT 1940 GURS INTERNIERT NOÉ TOT 4.2.1943                                                                                                   | Rudolf-Breitscheid-Straße 71 (Lage) | 20. Juni 2014 | Zur Familie Herze liegt eine Opferbiografie vor. |
| Stolperstein für Jakob Herze            | HIER WOHNTE JAKOB HERZE JG. 1901 ´SCHUTZHAFT´ 1938 DACHAU DEPORTIERT 1940 GURS TOT 15.4.1941                                                                                       | Rudolf-Breitscheid-Straße 71 (Lage) | 20. Juni 2014 | Zur Familie Herze liegt eine Opferbiografie vor. |
| Stolperstein für Johanna Herze          | HIER WOHNTE JOHANNA HERZE GEB. JAKOB JG. 1874 DEPORTIERT 1940 GURS INTERNIERT NOÉ TOT 5.3.1943                                                                                     | Rudolf-Breitscheid-Straße 71 (Lage) | 20. Juni 2014 | Zur Familie Herze liegt eine Opferbiografie vor. |
| Stolperstein für Lydia Herze            | HIER WOHNTE LYDIA HERZE GEB. HORN JG. 1912 DEPORTIERT 1940 GURS BEFREIT/ÜBERLEBT                                                                                                   | Rudolf-Breitscheid-Straße 71 (Lage) | 20. Juni 2014 | Zur Familie Herze liegt eine Opferbiografie vor. |
| Stolperstein für Ruth Herze             | HIER WOHNTE RUTH HERZE JG. 1939 DEPORTIERT 1940 GURS BEFREIT/ÜBERLEBT | Rudolf-Breitscheid-Straße 71 (Lage) | 20. Juni 2014 | Zur Familie Herze liegt eine Opferbiografie vor. |
| Bild gesucht                            | HIER WOHNTE EMANUEL HEILPERN JG. 1877 FLUCHT 1933 TSCHECHOSLOWAKEI DEPORTIERT 1942 THERESIENSTADT 1942 ZAMOSC ERMORDET                                                             | Rummelstraße 1 (Lage)               | 10. Sep. 2021 | Zur Familie Heilpern liegt eine Opferbiografie vor. |
| Bild gesucht                            | HIER WOHNTE SOPHIE HEILPERN GEB. FELSENTHAL JG. 1880 FLUCHT 1933 TSCHECHOSLOWAKEI DEPORTIERT 1942 THERESIENSTADT 1942 ZAMOSC ERMORDET                                              | Rummelstraße 1 (Lage)               | 10. Sep. 2021 | Zur Familie Heilpern liegt eine Opferbiografie vor. |
| Bild gesucht                            | HIER WOHNTE HERTHA SALUS GEB. HEILPERN JG. 1909 FLUCHT 1933 TSCHECHOSLOWAKEI DEPORTIERT 1942 THERESIENSTADT RIGA, STUTTHOF BEFREIT                                                 | Rummelstraße 1 (Lage)               | 10. Sep. 2021 | Zur Familie Heilpern liegt eine Opferbiografie vor. |
| Bild gesucht                            | HIER WOHNTE BENJAMIN HEILPERN JG. 1910 FLUCHT 1933 TSCHECHOSLOWAKEI DEPORTIERT 1942 THERESIENSTADT 1942 ZAMOSC ERMORDET                                                            | Rummelstraße 1 (Lage)               | 10. Sep. 2021 | Zur Familie Heilpern liegt eine Opferbiografie vor. |
| Bild gesucht                            | HIER WOHNTE HERBERT HEILPERN JG. 1912 FLUCHT 1933 TSCHECHOSLOWAKEI DEPORTIERT 1942 THERESIENSTADT 1942 ZAMOSC ERMORDET                                                             | Rummelstraße 1 (Lage)               | 10. Sep. 2021 | Zur Familie Heilpern liegt eine Opferbiografie vor. |
|                                         | HIER WOHNTE ROSALIE FRÖHLICH JG. 1866 DEPORTIERT 1940 GURS INTERNIERT MASSEUBE BEFREIT                                                                                             | Schmiedstraße 4 (Lage)              | 9. Nov. 2017  | Zu Rosalie Fröhlich liegt eine Opferbiografie vor. |
|                                         | HIER WOHNTE HEDWIG GEISMANN GEB. JACOB JG. 1882 DEPORTIERT 1940 GURS INTERNIERT RECEBEDOU TOT 12.8.1942                                                                            | Schmiedstraße 4 (Lage)              | 9. Nov. 2017  | Zu Hedwig Geismann liegt eine Opferbiografie vor. |
|                                         | HIER WOHNTE BERTHOLD ELBERT JG. 1859 DEPORTIERT 1940 GURS HOSPITAL PAU TOT 7.7.1941                                                                                                | St.-Martins-Platz 4 (Lage)          | 9. Nov. 2017  | Zur Familie Elbert liegt eine Opferbiografie vor. |
|                                         | HIER WOHNTE DR. MAX EUGEN ELBERT JG. 1891 FLUCHT 1937 USA | St.-Martins-Platz 4 (Lage)          | 9. Nov. 2017  | Zur Familie Elbert liegt eine Opferbiografie vor. |
|                                         | HIER WOHNTE JOSEPH RICHARD ELBERT JG. 1886 'SCHUTZHAFT' 1939 DACHAU FLUCHT 1939 ENGLAND                                                                                            | St.-Martins-Platz 4 (Lage)          | 9. Nov. 2017  | Zur Familie Elbert liegt eine Opferbiografie vor. |
| Stolperstein für Emil Hené              | HIER WOHNTE EMIL HENÉ JG. 1885 ´SCHUTZHAFT´ 1938 DACHAU DEPORTIERT 1940 GURS INTERNIERT DRANCY 1942 AUSCHWITZ ERMORDET                                                             | Steinstraße 21 (Lage)               | 7. Sep. 2016  | Zur Familie Hené liegt eine Opferbiografie vor. |
| Stolperstein für Elsa Hené              | HIER WOHNTE ELSA HENÉ GEB. FEIBELMANN JG. 1888 DEPORTIERT 1940 GURS INTERNIERT DRANCY 1942 AUSCHWITZ ERMORDET                                                                      | Steinstraße 21 (Lage)               | 7. Sep. 2016  | Zur Familie Hené liegt eine Opferbiografie vor. |
| Stolperstein für Irene Hené             | HIER WOHNTE IRENE HENÉ VERH. SHULAMIT LAOR JG. 1921 FLUCHT 1936 PALÄSTINA | Steinstraße 21 (Lage)               | 7. Sep. 2016  | Zur Familie Hené liegt eine Opferbiografie vor. |
| Stolperstein für Ruth Hené              | HIER WOHNTE RUTH HENÉ VERH. TREIDEL JG. 1926 FLUCHT 1939 PALÄSTINA | Steinstraße 21 (Lage)               | 7. Sep. 2016  | Zur Familie Hené liegt eine Opferbiografie vor. |
|                                         | HIER WOHNTE LEOPOLD ROELEN JG 1866 DEPORTIERT 1940 GURS INTERNIERT NOE TOT 5.7.1943                                                                                                | Steinstraße 26 (Lage)               | 5. Feb. 2020  | Zu Familie Roelen liegt eine Opferbiografie vor. |
|                                         | HIER WOHNTE KAROLINE ROELEN GEB. STRASS JG. 1878 DEPORTIERT 1940 GURS INTERNIERT NOE BEFREIT                                                                                       | Steinstraße 26 (Lage)               | 5. Feb. 2020  | Zu Familie Roelen liegt eine Opferbiografie vor. |
|                                         | HIER WOHNTE JAKOB ROELEN JG. 1903 FLUCHT 1940 BELGIEN DEPORTIERT 1940 GURS INTERNIERT DRANCY 1943 MAJDANEK ERMORDET                                                                | Steinstraße 26 (Lage)               | 5. Feb. 2020  | Zu Familie Roelen liegt eine Opferbiografie vor. |
|                                         | HIER WOHNTE SELMA ROELEN JG. 1907 GEDEMÜTIGT/ENTRECHTET TOT 19.2.1938 | Steinstraße 26 (Lage)               | 5. Feb. 2020  | Zu Familie Roelen liegt eine Opferbiografie vor. |
| Stolperstein für Luise Schwarzschild    | HIER WOHNTE LUISE SCHWARZSCHILD GEB. KEIM JG. 1909 DEPORTIERT 1940 GURS/RIVESALTES BEFREIT/ÜBERLEBT                                                                                | Steinstraße 30 (Lage)               | 29. Aug. 2013 | Zur Familie Schwarzschild liegt eine Opferbiografie vor. Im „Stolpersteine Guide“ des SWR2 wird zudem multimedial an Richard Schwarzschild erinnert. |
| Stolperstein für Richard Schwarzschild  | HIER WOHNTE RICHARD SCHWARZSCHILD JG. 1898 ´SCHUTZHAFT´ 1938 DACHAU DEPORTIERT 1940 GURS/RIVESALTES 1942 AUSCHWITZ ERMORDET NOV. 1943                                              | Steinstraße 30 (Lage)               | 29. Aug. 2013 | Zur Familie Schwarzschild liegt eine Opferbiografie vor. Im „Stolpersteine Guide“ des SWR2 wird zudem multimedial an Richard Schwarzschild erinnert. |
| Stolperstein für Sara Schwarzschild     | HIER WOHNTE SARA SCHWARZSCHILD GEB. WÄLDER JG. 1861 DEPORTIERT 1940 GURS RIVESALTES/NOE TOT 7.3.1944 MACON                                                                         | Steinstraße 30 (Lage)               | 29. Aug. 2013 | Zur Familie Schwarzschild liegt eine Opferbiografie vor. Im „Stolpersteine Guide“ des SWR2 wird zudem multimedial an Richard Schwarzschild erinnert. |
| Stolperstein für Gustav Simon           | HIER WOHNTE GUSTAV SIMON JG. 1874 DEPORTIERT 1940 GURS TOT 15.6.1942 | Steinstraße 35 (Lage)               | 29. Okt. 2018 | Zu Gustav Simon liegt eine Opferbiografie vor. |
| Stolperstein für Paula Simon            | HIER WOHNTE PAULA SIMON GESCH. GUTMANN JG. 1877 DEPORTIERT 1940 GURS MIT HILFE ÜBERLEBT                                                                                            | Steinstraße 35 (Lage)               | 29. Okt. 2018 | Zu Paula Gutmann liegt eine Opferbiografie vor. |
| Stolperstein für Otto Michel            | HIER WOHNTE OTTO MICHEL JG. 1898 IM WIDERSTAND/KPD ´SCHUTZHAFT´ 1933 LAGER NEUSTADT 1938 BUCHENWALD RAVENSBRÜCK ERMORDET 14.9.1942                                                 | Turnerstraße 42 (Lage)              | 29. Aug. 2013 | Zu Otto Michel liegt eine Opferbiografie vor. |
|                                         | HIER WOHNTE FLORA BENDER JG. 1875 DEPORTIERT 1940 GURS TOT 26.1.1942 | Wagnerstraße 7 (Lage)               | 27. Juni 2016 | Zu Flora und Salomon Willi Bender liegt eine Opferbiografie vor. |
|                                         | HIER WOHNTE SALOMON WILLY BENDER JG. 1893 'SCHUTZHAFT' 1938 DACHAU DEPORTIERT 1940 GURS INTERNIERT DRANZY 1942 AUSCHWITZ ERMORDET                                                  | Wagnerstraße 7 (Lage)               | 27. Juni 2016 | Zu Flora und Salomon Willi Bender liegt eine Opferbiografie vor. |
|                                         | HIER WOHNTE ALEXANDER FELSENTHAL JG. 1896 UNFREIWILLIG VERZOGEN 1939 MANNHEIM DEPORTIERT 1940 GURS INTERNIERT DRANCY 1942 AUSCHWITZ ERMORDET 18.3.1944                             | Weberstraße 24 (Lage)               | 10. Sep. 2021 | Zur Familie Felsenthal liegt eine Opferbiografie vor. |
|                                         | HIER WOHNTE IRMA FELSENTHAL GEB. LIPPMANN JG. 1902 UNFREIWILLIG VERZOGEN 1939 MANNHEIM DEPORTIERT 1940 GURS INTERNIERT SEPTFONS BEFREIT                                            | Weberstraße 24 (Lage)               | 10. Sep. 2021 | Zur Familie Felsenthal liegt eine Opferbiografie vor. |
|                                         | HIER WOHNTE ELISABETH FELSENTHAL JG. 1924 UNFREIWILLIG VERZOGEN 1939 MANNHEIM DEPORTIERT 1940 GURS ENTLASSEN 1942 MIT HILFE ÜBERLEBT                                               | Weberstraße 24 (Lage)               | 10. Sep. 2021 | Zur Familie Felsenthal liegt eine Opferbiografie vor. |
|                                         | HIER WOHNTE GERTRUDE FELSENTHAL JG. 1926 UNFREIWILLIG VERZOGEN 1939 MANNHEIM DEPORTIERT 1940 GURS 1941 KINDERHILFSWERK OSE KINDERHEIM CHABANNES BEFREIT                            | Weberstraße 24 (Lage)               | 10. Sep. 2021 | Zur Familie Felsenthal liegt eine Opferbiografie vor. |
|                                         | HIER WOHNTE HEINZ JAKOB FELSENTHAL JG. 1928 UNFREIWILLIG VERZOGEN 1939 MANNHEIM DEPORTIERT 1940 GURS 1941 KINDERHILFSWERK OSE KINDERHEIM CHABANNES BEFREIT                         | Weberstraße 24 (Lage)               | 10. Sep. 2021 | Zur Familie Felsenthal liegt eine Opferbiografie vor. |
| Stolperstein für Wilhelm Krüger         | HIER WOHNTE WILHELM KRÜGER JG. 1899 VERHAFTET 1939 SACHSENHAUSEN FLUCHT IN DEN TOD 5.5.1940                                                                                        | Werderstraße 6 (Lage)               | 12. Okt. 2015 | Zu Wilhelm Krüger liegt eine Opferbiografie vor. Hinweis: Bereits bei der Erstverlegung 2013 war der Verlegeort Werderstraße 6 angekündigt. Der angefertigte Stolperstein zum Gedenken an Wilhelm Krüger war damals vor Ort, wurde wohl aber nicht gesetzt. Vermutlich wurde die Verlegung dann im Oktober 2015 nachgeholt. |
|                                         | HIER WOHNTE EMILIE HEIMANN GEB. STRAUSS JG. 1856 FLUCHT 1940 USA | Wilhelmstraße 12 (Lage)             | 5. Feb. 2020  | Zur Familie Heimann liegt eine Opferbiografie vor. |
|                                         | HIER WOHNTE LEO HEIMANN JG. 1893 FLUCHT 1936 USA | Wilhelmstraße 12 (Lage)             | 5. Feb. 2020  | Zur Familie Heimann liegt eine Opferbiografie vor. |
|                                         | HIER WOHNTE ERNA HEIMANN GEB. ELIAS JG. 1897 FLUCHT 1936 USA | Wilhelmstraße 12 (Lage)             | 5. Feb. 2020  | Zur Familie Heimann liegt eine Opferbiografie vor. |
|                                         | HIER WOHNTE NORBERT HEIMANN JG. 1914 FLUCHT 1936 USA | Wilhelmstraße 12 (Lage)             | 5. Feb. 2020  | Zur Familie Heimann liegt eine Opferbiografie vor. |
|                                         | HIER WOHNTE FRITZ HEIMANN JG. 1927 FLUCHT 1936 USA | Wilhelmstraße 12 (Lage)             | 5. Feb. 2020  | Zur Familie Heimann liegt eine Opferbiografie vor. |
|                                         | HIER WOHNTE ERNST HEIMANN JG. 1897 'SCHUTZHAFT' 1938 DACHAU DEPORTIERT 1940 GURS INTERNIERT DRANCY 1942 AUSCHWITZ ERMORDET                                                         | Wilhelmstraße 12 (Lage)             | 5. Feb. 2020  | Zur Familie Heimann liegt eine Opferbiografie vor. |
|                                         | HIER WOHNTE ROBERT HEIMANN JG. 1900 FLUCHT 1936 SCHWEIZ 1936 URUGUAY | Wilhelmstraße 12 (Lage)             | 5. Feb. 2020  | Zur Familie Heimann liegt eine Opferbiografie vor. |
|                                         | HIER WOHNTE EDITH HEIMANN GEB. MAIER JG. 1908 FLUCHT 1936 SCHWEIZ 1936 URUGUAY | Wilhelmstraße 12 (Lage)             | 5. Feb. 2020  | Zur Familie Heimann liegt eine Opferbiografie vor. |
|                                         | HIER WOHNTE FRIEDRICH COBLENTZ JG. 1897 SCHUTZHAFT 1933 KZ NEUSTADT FLUCHT FRANKREICH UDSSR SCHWEDEN 1939 KZ DACHAU 1939 KZ MAUTHAUSEN ENTLASSEN 1941                              | Laubstraße 10 (Lage)                | 29. Sep. 2024 | Zu Friedrich und Johanna Coblentz liegt eine Opferbiografie vor. |
|                                         | HIER WOHNTE JOHANNA COBLENTZ GEB. RAFFAEL JG. 1908 FLUCHT 1933 FRANKREICH, UDSSR 1938 SCHWEDEN                                                                                     | Laubstraße 10 (Lage)                | 29. Sep. 2024 | Zu Friedrich und Johanna Coblentz liegt eine Opferbiografie vor. |
|                                         | HIER WOHNTE LUDWIG ROSENBLATT JG. 1895 DEPORTIERT 1941 LODZ/LITZMANNSTADT ERMORDET                                                                                                 | Mannheimer Straße 106 (Lage)        | 29. Sep. 2024 | |
|                                         | HIER WOHNTE EUGENIE ROSENBLATT GEB. KAUFMANN JG. 1896 DEPORTIERT 1941 LODZ/LITZMANNSTADT ERMORDET                                                                                  | Mannheimer Straße 106 (Lage)        | 29. Sep. 2024 | |